# خط هرتفورد لوپ
خط هرتفورد لوپ (به انگلیسی: Hertford Loop Line) یکی از خطوط راه‌آهن در کشور انگلستان است.
این خط از شهر لندن شروع شده و در شهر واتون ات استون به پایان می‌رسد.